# سئو ژاهژی
ژاهژی ماریو دا سیلوا (پرتغالی برزیلی: Jorge Mário da Silva) با نام هنری سئو ژاهژی (پرتغالی برزیلی: Seu Jorge؛ زادهٔ ۸ ژوئن ۱۹۷۰) موسیقی‌دان، خواننده-ترانه‌پرداز، آهنگساز، فیلم‌نامه‌نویس، بازیگر و گیتارنواز مشهور اهل برزیل است. بسیاری او را تجدیدکنندهٔ سبک سامبا می‌دانند. وی مکاتب گوناگون سامبا و همچنین خواننده آمریکایی سبک سول استیوی واندر را به عنوان تأثیرگذاران اصلی موسیقی خود یاد می‌کند.
از فیلم‌ها یا برنامه‌های تلویزیونی که وی در آن نقش داشته‌است، می‌توان به شهر خدا، فراری از واقعیت، زندگی در آب با استیو زیسو، و پله اشاره کرد.